# Volkswagen D24
Volkswagen D24 är en 6-cylindrig dieselmotor. Motorn användes i sug-utförande först i Volkswagen LT år 1978, och därefter i Volvo 240, Volvo 740/760, Volvo 780 och Volvo 940/960 (D24TD, D24TIC). 
Alla varianter (både med och utan turbo) har en cylindervolym på 2 383 kubikcentimeter (145,4 kubiktum) med en cylinderdiameter på 76,48 mm (3,01 tum) och en slaglängd på 86,4 mm (3,40 tum). Motorn är en radmotor (inline) med cylinderblock av gjutjärn, och har en sju-lagrad vevaxel av stål. Topplocket är gjutet i aluminium och innehåller två ventiler per cylinder där varje ventil har två koncentriska ventilfjädrar och är justerbar med shims. Ventilerna öppnas via en överliggande kamaxel (SOHC) driven av en kamrem, och motorns kompressionsförhållande är 23,0: 1.
Till topplocket ansluter på ena sidan ett insug av aluminiumlegering, och strax under insuget finns två grenrör i gjutjärn (ett grenrör per tre cylindrar) för avgaserna som sedan ansluter till avgassystemet. På T- och TIC-varianterna är det ett och samma grenrör av gjutjärn som leder upp till turbon för att sedan anslutas till avgassystemet. T och TIC-versionerna av motorn har ett annat insug än sug-versionen. På T-versionen så går det ett tryckrör direkt ifrån turbon upp till själva insuget. På TIC så går det ett tryckrör från intercoolern över ventilkåpan och in i insuget. Den första versionen av D24 Sug har två öppningar på insuget varav den ena är igensatt med en plastplugg. Detta är för att Volkswagen LT tar insugsluften från andra hållet jämfört med i Volvo-bilarna. Senare kom man att ändra insuget i Volvo-bilarna till ett lite mindre med endast en öppning. Bränslesystemet använder en mekanisk insprutningspump från bosch av typen Bosch VE som drivs via en rem av det bakre kamaxeldrevet. Detta betyder att om pumpen är under hög belastning så är även kamaxeln det, vilket har blivit ett problem med dessa motorer då kamaxeln har en tendens att gå av vid höga belastningar på motorn. Detta beror delvis på att motorn har för få och för undermåliga kamaxelöverfall.
Kylsystemet har en remdriven vattenpump och en termostat i själva motorblocket. Termostaten tar emot kylarvätska från motorblocket samt från en förbiledning som går från topplocket. Detta system möjliggör en noggrann öppning och stängning av termostatventilen, vilket minskar risken för stora variationer i kylvätsketemperatur och termisk chock. Alla varianter av motorn är väldigt känsliga av överhettning på grund av att topplocket är gjort av aluminium.
Det fanns fyra olika varianter av motorn som satt i Volvo 200-/700- och 900- serierna samt första generationen av Volkswagen LT: samt Steyr-Puch Pinzgauer 716 och 718.
- D24 (sug) 82HK
- D24TD (med Turbo) 109HK
- D24TIC (Turbo med laddluftkylare) 122hk
- D24TDIC (Turbo med laddluftkylare och oljekylare) 127hk